# 휘플래시 (마블 코믹스)
위플래쉬(Whiplash)는 마블 코믹스가 발행하는 만화책의 등장인물이다. 블랙래시(Blacklash)라는 이름으로도 잘 알려져 있다. 2010년 공개된 영화 《아이언맨 2》에서는 미키 루크가 연기했으며, 이 때는 이반 반코(Ian Vanko)라는 이름을 사용하였다.